# Полэкс

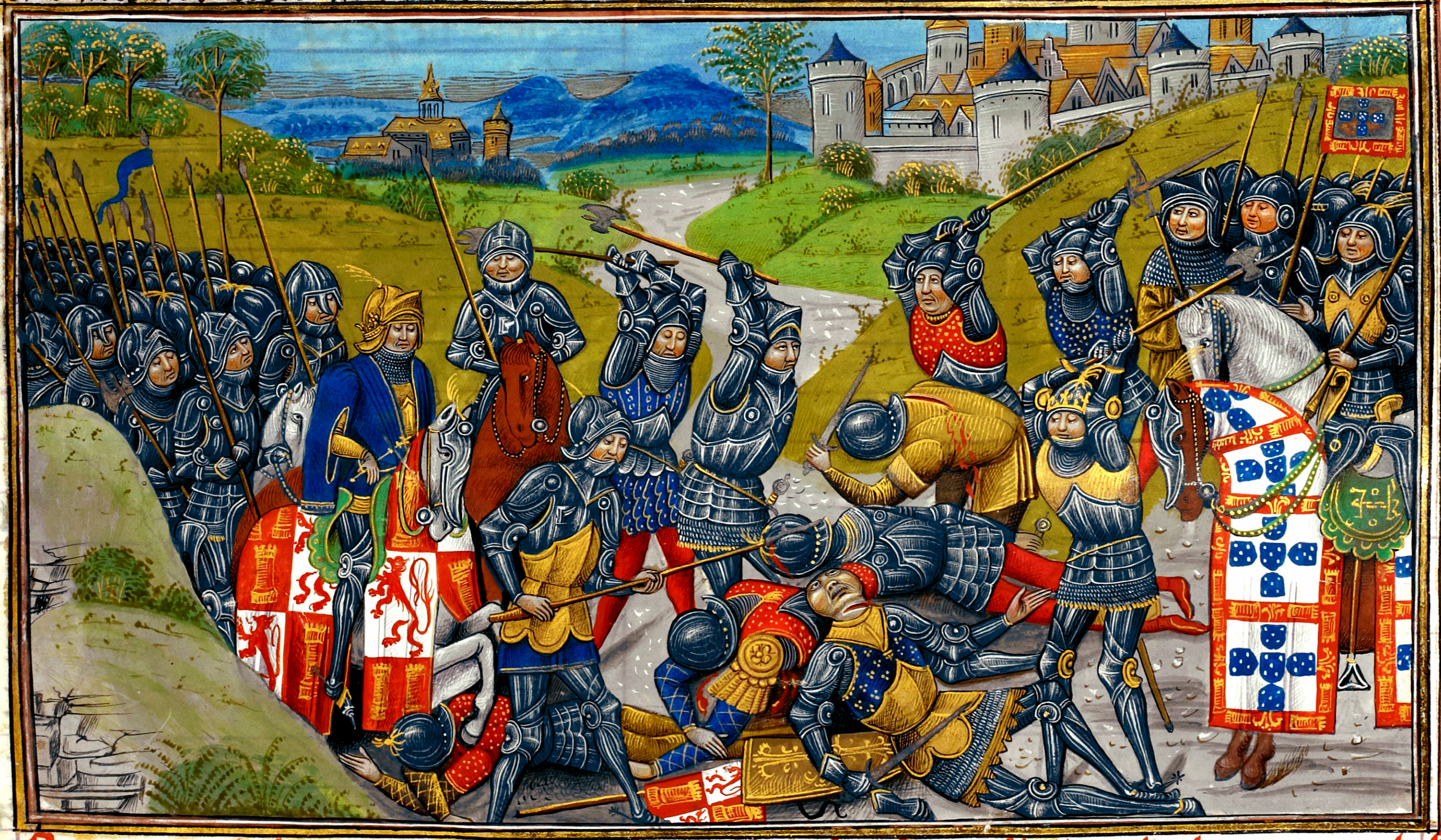
Битва при Алжубаротте. Миниатюра из «Староанглийских хроник» Жана де Ваврена. 1470—1480 гг.

Полэкс — европейское древковое оружие XV—XVI веков для пешего боя. Был одним из самых популярных видов оружия для пешего боя (особенно турниров) в золотой век падармов. Признанным мастером боя на полэксах был известный бургундский рыцарь XV века, неоднократный победитель на турнирах Жак де Лален.

## Общая конструкция

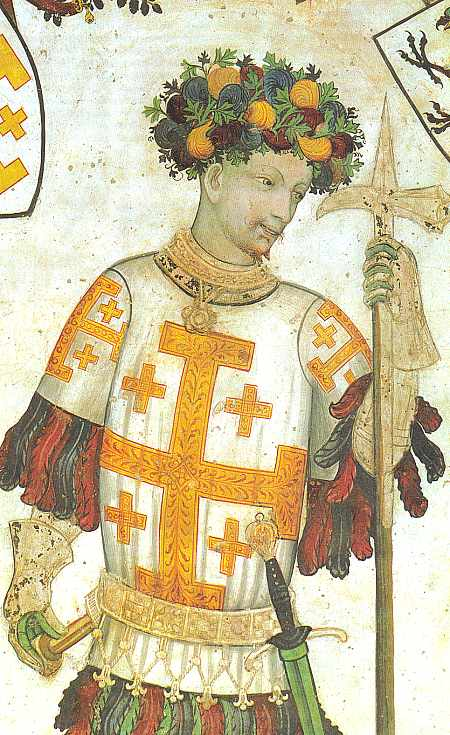
Готфрид Бульонский с полэксом. Фреска 1420 г.

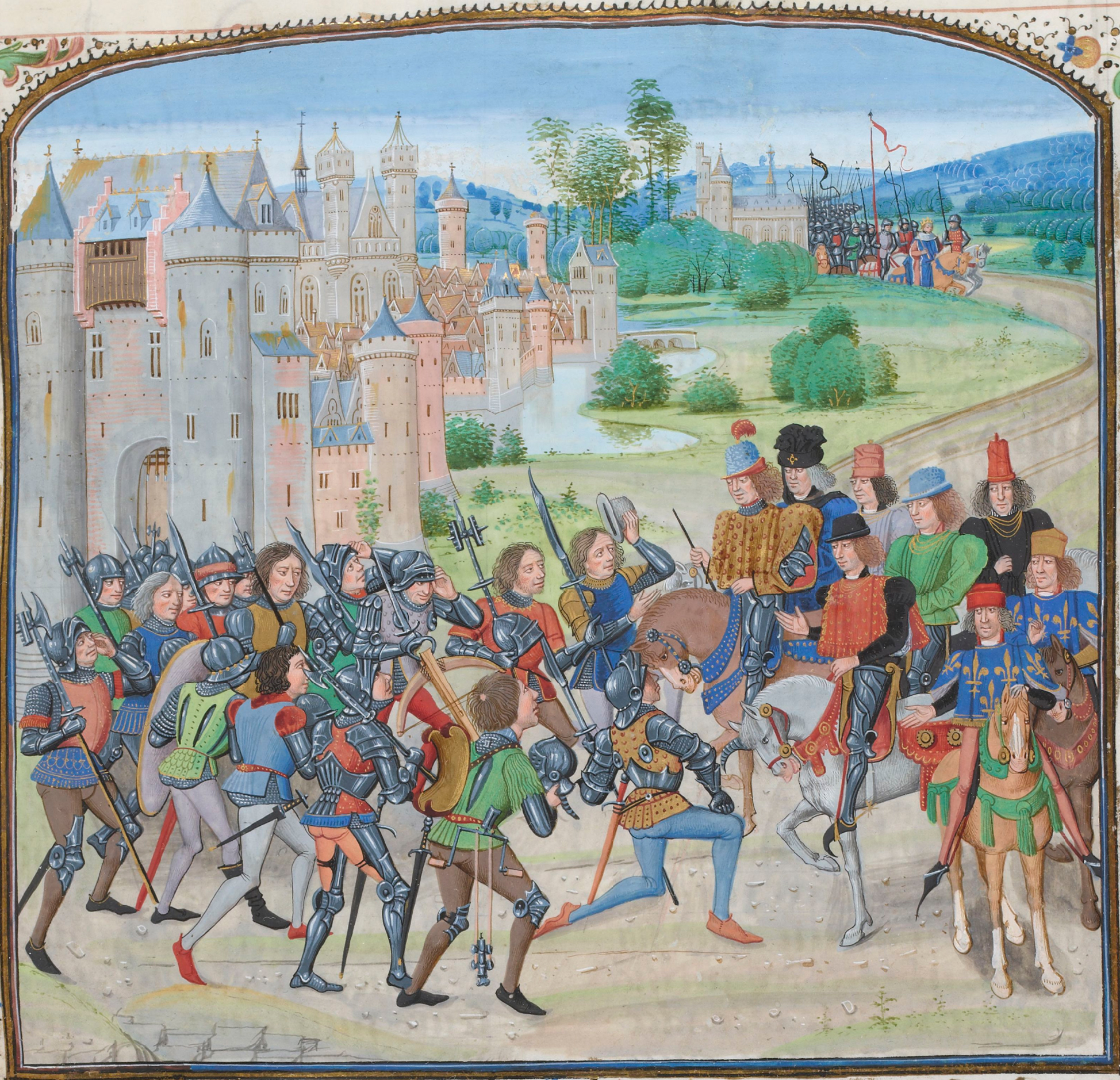
Въезд Карла VI в Париж после подавления восстания майотенов (1382). Миниатюра из «Хроник» Фруассара. XV в.

Из иллюстраций того периода, письменных описаний и небольшого количества сохранившихся образцов мы можем увидеть, что полэкс предстает в разных формах: иногда с тяжелыми, как у алебарды, клинками топоров, а иногда с головками в виде молотов, часто имеющих позади изогнутый шип.
Все полэксы, по-видимому, были снабжены шипом на верхушке оружия, а многие также имели шип и на нижнем конце древка. Помимо этого, древко часто оснащалось металлическими полосами, называемыми лангетами, спускавшимися от головки оружия вниз по сторонам древка и предназначенными для защиты его от перерубания. Отдельные образцы имели также рондели для защиты кистей рук. Существенным отличием являлось то, что «головки» полэксов собирались на штифтах или болтах, в то время как алебарды были цельноковаными.

## Конструктивные особенности

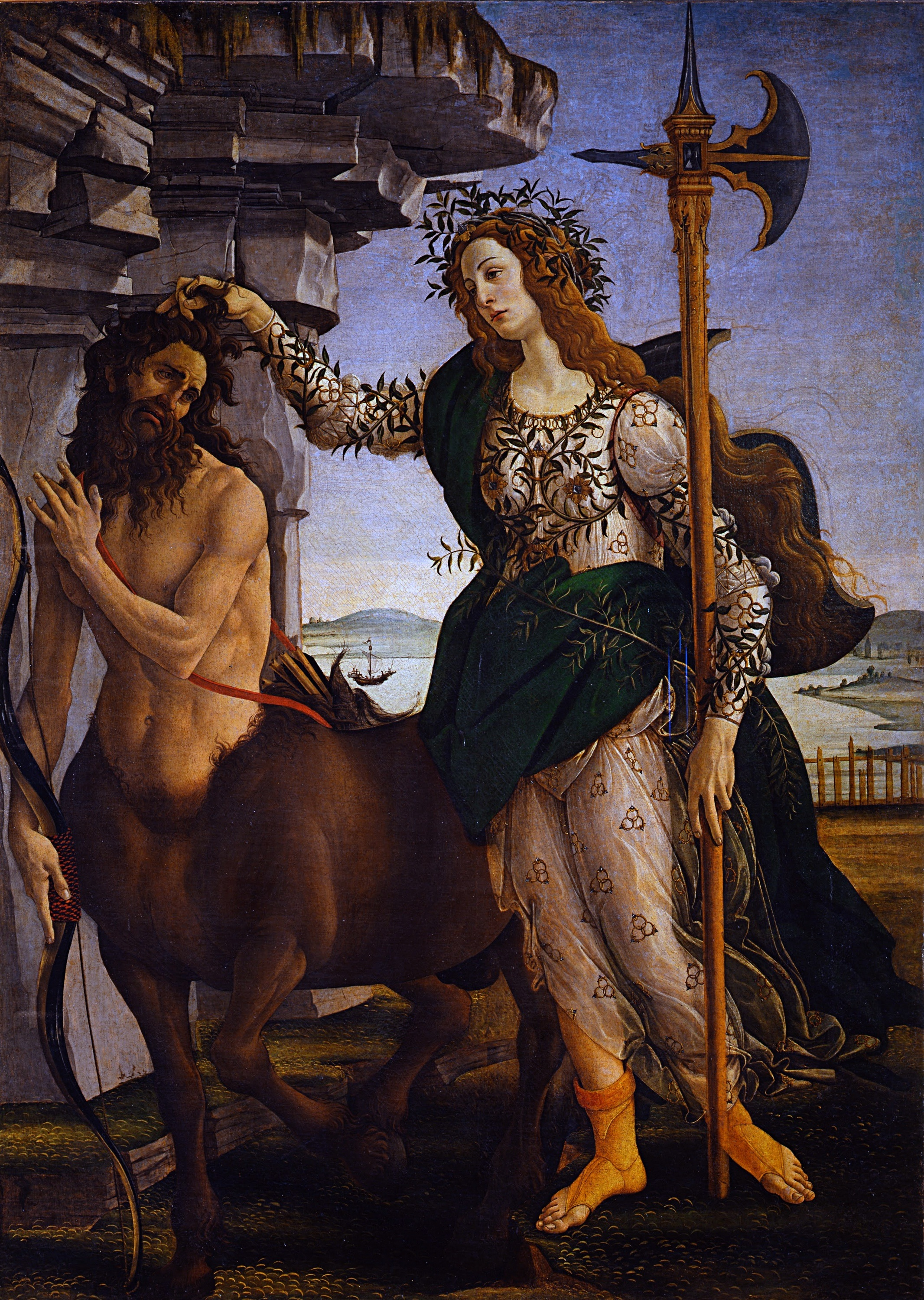
Сандро Ботичелли. «Паллада и Kентавр» (1483)

Длина оружия была разной. Большинство музейных экспонатов представлено с более поздними древками. Но по ранним иллюстрациям можно предположить, что длина древка могла изменяться от 150 до 210 см. Анжело пишет, что: «…Пьетро Монте в 1509 году отдельно отмечал, что топор, вплоть до его головки, должен быть „на одну ладонь“ длиннее роста его обладателя», — что, по-видимому, было удобной длиной для такого оружия.

### Части оружия
дакую (колющий шип на верхушке)

маиллет (головка в виде молотка)

бек де фаукон (изогнутый шип)

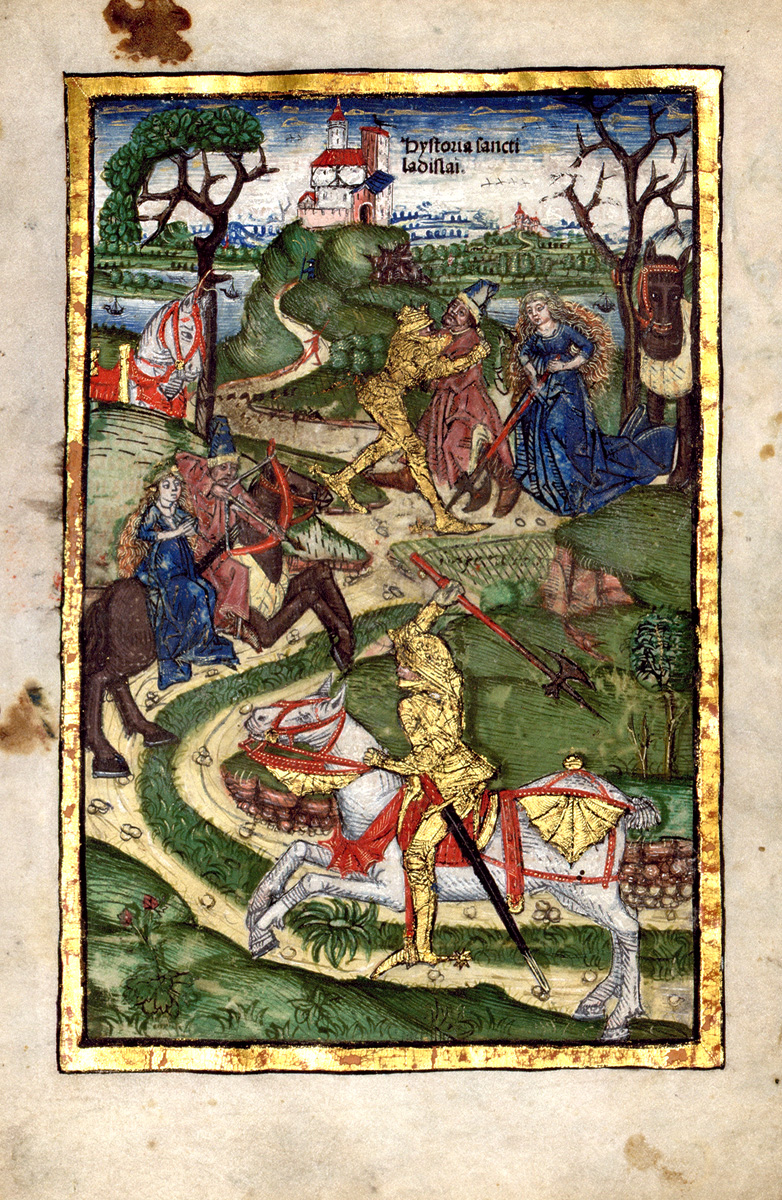
Миниатюра из «Венгерской хроники» Яноша Туроци (1488)

ля кроикс (верхняя часть древка и вся головка)

кьюеую (шип на нижнем конце древка)

деми-хаче (средняя часть древка) — часто используется для блоков и толчков противника.

## Тактика применения

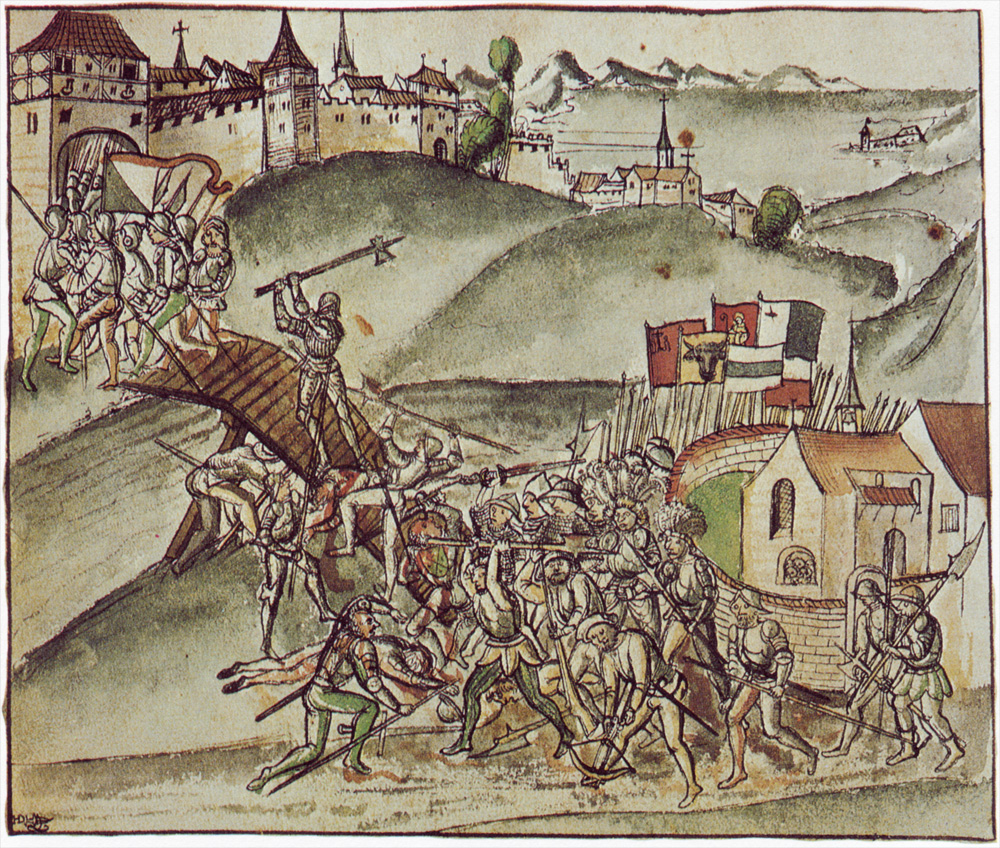
Подвиг бургомистра Цюриха Рудольфа Штусси в битве при Санкт-Якобе у Зиля 22 июля 1443 г. Илл. из хроники Вернера Шодолера (1510—1535)

Ниже представлены 4 основные исходные стойки, основанные на учебнике фехтования Ханса Тальхоффера середины XV века и на разделах шеста и протазана «Английских боевых искусств» Брауна:
Средняя стойка:

Это — основная «копейная стойка», широко применяемая в SCA. Обратите внимание, что кроикс полэкса держится крестообразно, чтобы было легче блокировать удары маиллет. Ведущая атака из этой позиции — укол верхним шипом.
Обратная стойка:

Эта стойка популярна у бойцов, предпочитающих рубящую технику. Она очень агрессивна и позволяет нанести как верхний удар топором, так и укол нижним концом, обеспечивая при этом хорошую защиту. Кроме того, она не позволяет «связать» кроикс вашего оружия.
Нижняя обратная стойка:

Эта необычного вида стойка встречается в нескольких иллюстрациях у Талхоффера. Она выглядит обманчиво открытой и незащищенной. Однако, из неё удивительно легко как стремительно атаковать (укол нижним концом и удар молотком сбоку), так и переместиться в обратную позицию, просто подняв заднюю руку.
Подвешенная стойка:

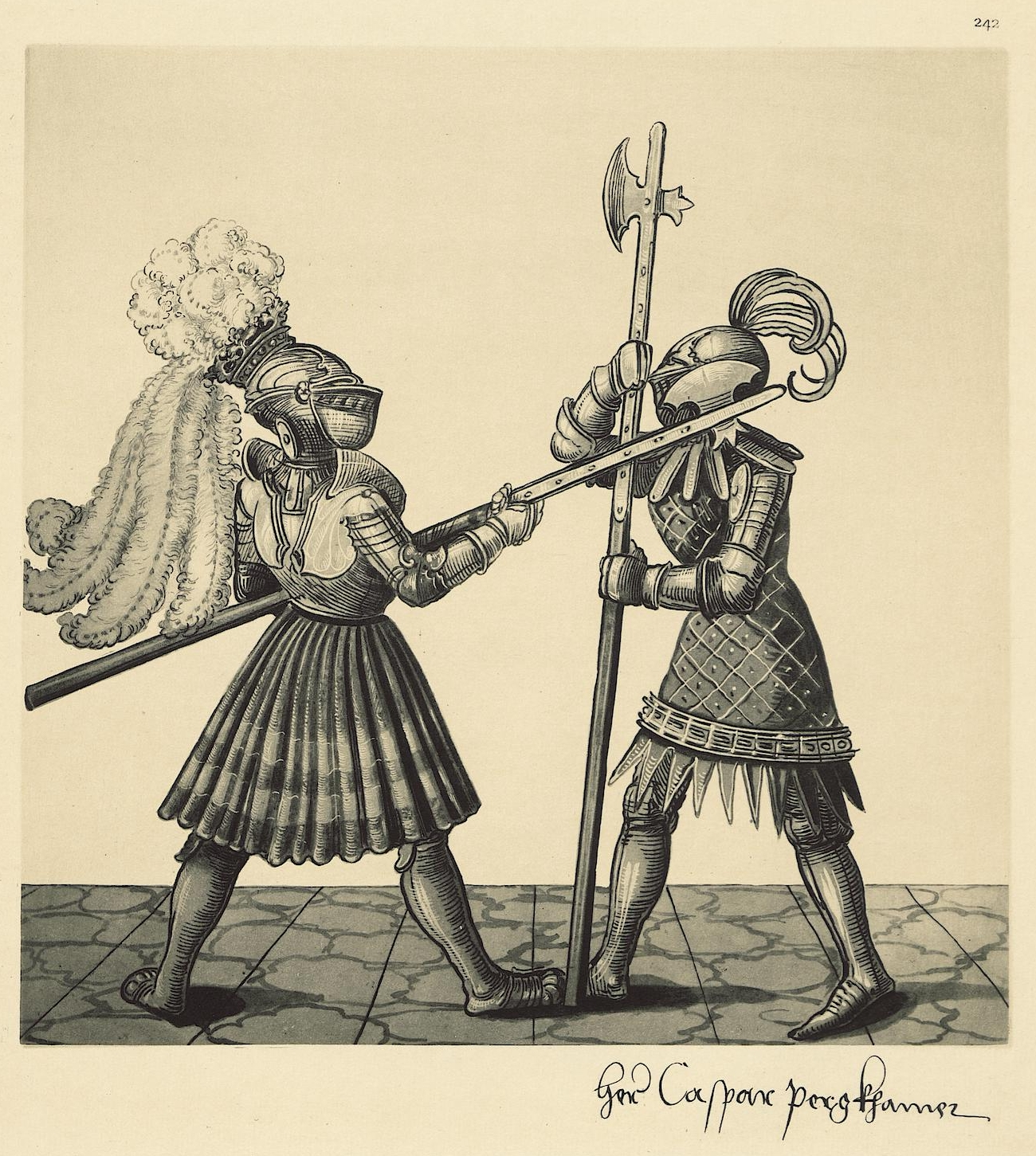
Поединок на полэксах. Гравюра из турнирной книги императора Максимилиана I «Фрейдаль» (1512)

Это — последний пример превосходной защитной стойки, предлагающей боковые удары маиллетом и уколы нижним шипом в качестве предпочтительных атак. Из подвешенной стойки можно быстро перейти в среднюю стойку, опустив заднюю руку к бедру. Если при этом передняя рука пойдет вверх, движение головки по большому кругу завершится мощным ударом молотком сверху.
Базовые стойки стремятся удержать оружие по центру перед бойцом, позволяя быстро атаковать и перемещаться в защитные позиции. Пять основных защит, по словам мистера Брауна, связаны с частями тела, в которые целит неприятель.
 Вот эти зоны:
1. Верхняя
2. Внутренняя
3. Внешняя
4. Нижняя внутренняя
5. Нижняя внешняя

## Руководства
В 1544 году в библиотеке французского короля Франциска I обнаружен был небольшой манускрипт начала XV века «Игра с топором» (фр. Le jeu de la hache, англ. The Play of the Axe), написанный на 10 листах из телячьей кожи и содержащий описание основных приемов поединка на полэксах.